# ليونيل كاسون
ليونيل كاسون (بالإنجليزية: Lionel Casson)‏ هو باحث في تاريخ العصور الكلاسيكية وضابط أمريكي، ولد في 22 يوليو 1914 في نيويورك في الولايات المتحدة، وتوفي بنفس المكان في 18 يوليو 2009 بسبب ذات الرئة.

## وصلات خارجية
- ليونيل كاسون على موقع أرشيف الشارخ.
- ليونيل كاسون على موقع إن إن دي بي (الإنجليزية)